# Авинери, Шломо
Шломо Авинери (ивр. שלמה אבינרי‎; 30 августа 1933, Бельско, Польша — 1 декабря 2023) — израильский политолог и историк политической философии, специалист по философии Маркса, Гегеля и теоретиков сионизма. Генеральный директор МИД Израиля (1976—1977), профессор Еврейского университета в Иерусалиме, лауреат Государственной премии Израиля (1996), премии ЭМЕТ (2013), член Израильской и Польской академий наук.

## Биография
Родился в 1933 году в Бельско (Польша) в семье выходцев из Вены. Отец — по профессии бухгалтер, участник сионистского движения. В 1939 году семья эмигрировала в подмандатную Палестину, где Шломо окончил начальную школу имени Вейцмана в Герцлии и гимназию «Шалва» в Тель-Авиве.
Изучал политологию и историю в Еврейском университете в Иерусалиме, где защитил докторскую диссертацию по теме «Концепция революции» в 1964 году. В 1960—1961 годах также учился в Лондонской школе экономики и политических наук. В 1959 году начал преподавать в Еврейском университете, где с 1969 по 1972 год возглавлял отделение политологии. В 1971 году получил звание профессора, в 1974—1976 годах занимал пост декана факультета общественных наук.
В 1976—1977 годах занимал должность генерального директора МИД Израиля (партия «Ликуд» безуспешно пыталась воспрепятствовать назначению на эту должность Авинери, к тому моменту высказывавшегося в пользу создания палестинского государства на Западном берегу Иордана). Возглавлял израильскую делегацию на Генеральной ассамблее ЮНЕСКО. Позже вернулся к преподаванию, в 1999—2001 годах возглавлял Институт европейских исследований в Еврейском университете. С 2001 года эмеритированный профессор.
Помимо Еврейского университета, был приглашённым профессором в Оксфордском, Йельский, Калифорнийский, Корнеллском, Северо-Западном, Уэслианском, Центрально-Европейском университетах, Городском университете Нью-Йорка и Австралийском национальном университете. Вёл исследовательскую работу в Центре Вудро Вильсона, Фонде Карнеги, Брукингском институте, Институте мировой экономики и международных отношений (Москва) и будапештском Коллегиуме.
Авторитет Авинери как политолога обусловил его включение в международные наблюдательные органы на первых со времён Второй мировой войны демократических выборах в Венгрии, Чехословакии и Эстонии. Скончался в декабре 2023 года, похоронен на кладбище Хар ха-Менухот (Иерусалим).

## Научная работа
Получил известность как исследователь философии Карла Маркса, публиковал исследования различных аспектов доктрины Маркса с 1960-х годов в различных международных научных журналах. Монография «Социальная и политическая теория К. Маркса» (1968) переведена на английский, итальянский и японский языки. Перевёл на иврит ряд ранних работ Маркса. Входил в международную редакцию Полного критического собрания сочинений К. Маркса и Ф. Энгельса, изданного Международным институтом социальной истории (Амстердам). В монографии «Гегелевская теория современного государства» (1973) полемизировал с К. Поппером, рассматривавшим Гегеля как духовного предшественника тоталитарных режимов XX века.
С начала 1970-х годов («Израиль и палестинцы», 1970) занимался анализом политической и социально-психологической ситуации на Ближнем Востоке. Аргументировал необходимость создания палестинского государства как условия мирного урегулирования на Ближнем Востоке. С 1980-х годов работал в области истории еврейской политической мысли и идеологии сионизма, особое внимание уделял доктринам Т. Герцля и М. Гесса. К этому периоду относятся работы «Сионистская идея в её многообразии» (1982, в русском переводе вышла в 1983 году как «Основные направления еврейской политической мысли»), «Мозес Гесс — пророк коммунизма и сионизма» (1984), «Арлозоров» (1991), «Герцль» (2008). В 1990-е годы посвящал работы теме глобальных и региональных последствий распада СССР и социалистического блока.

## Признание заслуг
Удостоен премии Нафтали в области экономики и общественных наук от мэрии Тель-Авива (1977) за книгу «Гегелевская теория современного государства» и премии Present Tense Award от организации American Jewish Communities (1982). В 1996 году стал лауреатом Премии Израиля в области политологии. В 2006 году получил награду за достижения карьеры от Израильской ассоциации политологов. В 2009 году Авинери присуждена вручаемая раз в два года Еврейским университетом в Иерусалиме премия Бублика за заслуги в развитии Государства Израиль. В 2013 году удостоен премии ЭМЕТ, став первым политологом среди её лауреатов.
Член Израильской академии естественных и гуманитарных наук с 2011 года и иностранный член Польской академии наук с 2013 года. Почётный доктор Института Вейцмана (2010). Командор ордена Звезды итальянской солидарности (2009).